# Stadium Arcadium
Stadium Arcadium deveti je studijski album američkog rock sastava Red Hot Chili Peppers.
Ovaj album se može gledati kao univerzalno izdanje Red Hot Chili Peppersa jer na jednom mjestu objedinjava dva vrhunca sastava. Prvi disk podnaslovljen 'Jupiter' nadopunjava ono što je sastav radio na Californicationu s nešto lakšim rock pjesmama. Drugi disk nadimka 'Mars' vraća se duboko u prošlost i osvrće se na ono što su radili na Blood Sugar Sex Magiku gdje su funk i reperskiji vokal bila glavna karakteristika. S druge strane, album se može gledati i kao ultimativni kompromis jer u jednom daje praktički dva albuma za dvije glavne skupine svojih fanova.

## Popis pjesama

### Disk 1.
1. Dani California
2. Snow (Hey oh)
3. Charlie
4. Stadium Arcadium
5. Hump De Bump
6. She's Only 18
7. Slow Cheetah
8. Torture Me
9. Strip My Mind
10. Especially in Michigan
11. Warlocks
12. C'mon Girl
13. Wet Sand
14. Hey

### Disk 2.
1. Desecration Smile
2. Tell Me Baby
3. Hard to Concentrate
4. 21st Century
5. She Looks to Me
6. Readymade
7. If
8. Make You Feel Better
9. Animal Bar
10. So Much I
11. Storm in a Teacup
12. We Believe
13. Turn It Again
14. Death of a Martian